# Città di San Marino
Città di San Marino (CIT) is een castello (gemeente) in San Marino met een oppervlakte van 7,09 km² en 4211 inwoners (31-03-2013).
De hoofdstad San Marino (2294 inwoners) en het plaatsje Murata (1549 inwoners) liggen in deze gemeente. Hier ligt ook de hoogste berg van het land, de Monte Titano (739 m).

## Naam
'Città' is Italiaans voor 'stad' en wordt gebruikt om het onderscheid tussen het land San Marino en de hoofdstad ervan te maken.

## Dorpen
- Cà Berlone
- San Marino (stad)